# Bramantino

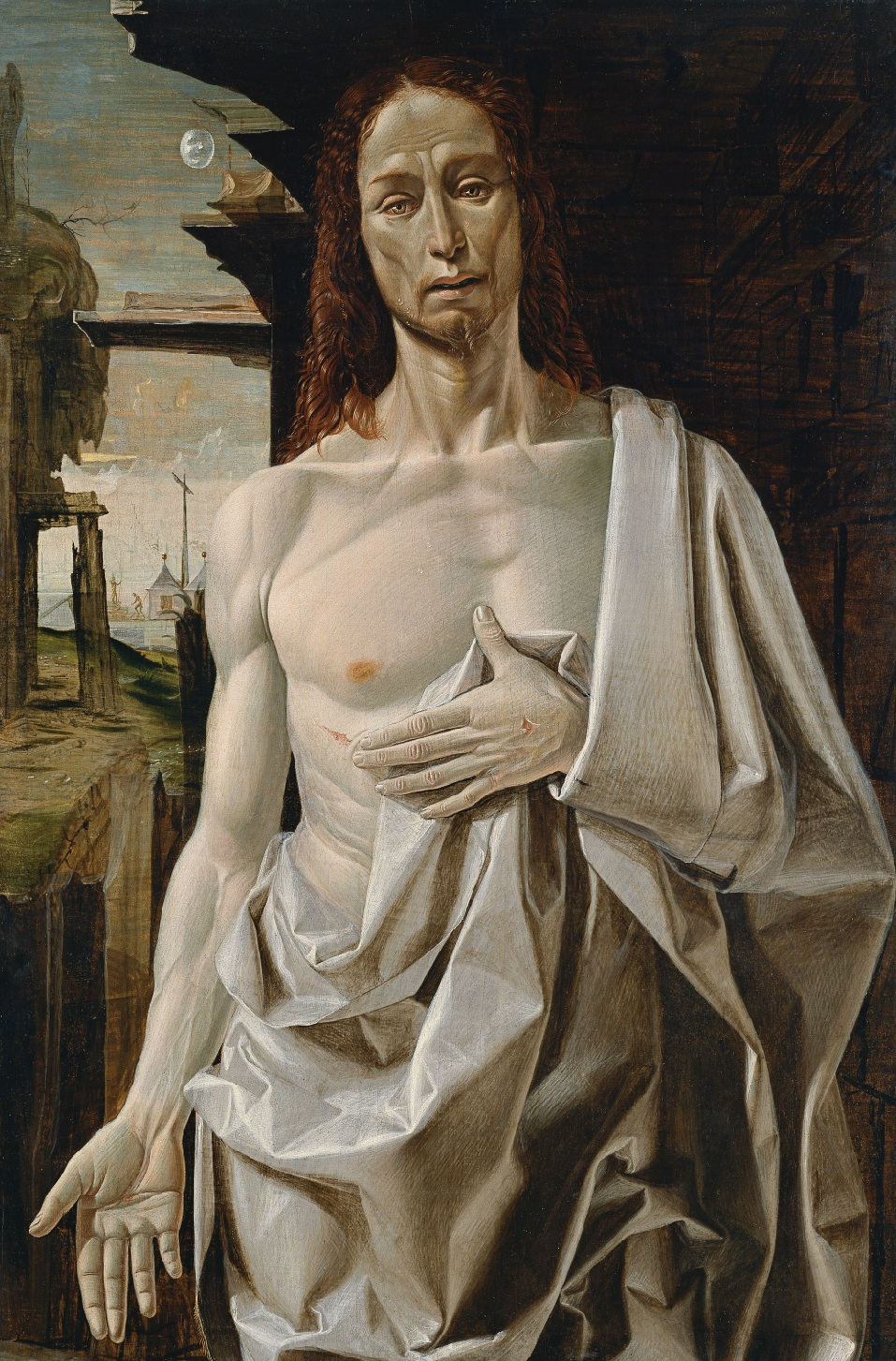
Bramantino – Den uppståndne Kristus

Bramantino, egentligen Bartolommeo Suardi, född cirka 1465 i Milano, död 1530 i Milano, var en italiensk konstnär.
Bramantino var som arkitekt medhjälpare till Bramante, därav namnet Bramantino – "den lille Bramante". Han blev dock mera bekant som målare och anhängare till den milanesiska skolan. De honom säkert tillskrivna arbetena är få, men däribland märks "Kristi lekamen visas" i San Sepolcro och en madonnaaltarbild i Ambrosiana, Milano.